# Vizir na čeladi
Vizir na čeladi (ang. helmet-mounted display - HMD) je vrsta transparentnega prikazovalnika, ki se ga namesti na pilotovo čelado. HMD prikazuje pilotu ključne podatke, tako pilotu ni treba gledati "dol" po instrumentih. Po navadi se uporabljajo na sodobnih bojnih letalih ali jurišnih helikopterjih. Nekateri vizirji imajo še možnost namerjanja orožja - ti se imenujejo "Helmet-mounted sight" - HMS. Te naprave so se najprej pojavile v Južnoafriški republiki, kasneje v Sovjetski zvezi in potem še v ZDA.
Podobna naprava je Head-up display - HUD, le da je HUD fiksno nameščen, medtem ko se HMD premika skupaj s čelado.